# Delina Fico
Delina Fico es una activista albanesa de la sociedad civil cuyo trabajo se centra principalmente en temas de defensa de derechos, cuestiones de género, defensa del colectivo LGBTQ, desarrollo comunitario y educación pública. El trabajo de Fico ha tratado de formar redes de organizaciones no gubernamentales (ONG) y aumentar la cooperación entre grupos de defensa de los derechos de la mujer.

## Activista por los derechos de las mujeres albanesas
Delina Fico ha formado parte del Consejo del Refugio para Personas LGBTI, la Red de Mujeres del Este Occidental (NEWW), la Fundación Open Society para Albania y la Red de Mujeres de Kosova. Fue directora del Programa de Capacitación Económica y Política de la Mujer, y es la actual Directora de Programas de la Sociedad Civil en East West Management Institute Inc.
El trabajo de Fico se ha centrado en los derechos de la mujer y en los esfuerzos por establecer redes entre ONG de derechos de la mujer. Según Fico, las organizaciones de mujeres postsoviéticas se han mostrado "reticentes" a unificarse bajo organizaciones mayores, y cita intentos anteriores de la organización albanesa Gender in Development en 1994.
Fico es partidaria del Marco de Género y Planificación de Caroline Moser, y ha trabajado para implantar un marco similar en la legislación albanesa.  Fico estuvo comprometida con el presidente socialista albanés y actual primer ministro de Albania, Edi Rama. Actualmente está casada con el político albanés Bledar Çuçi.